# Biorétention

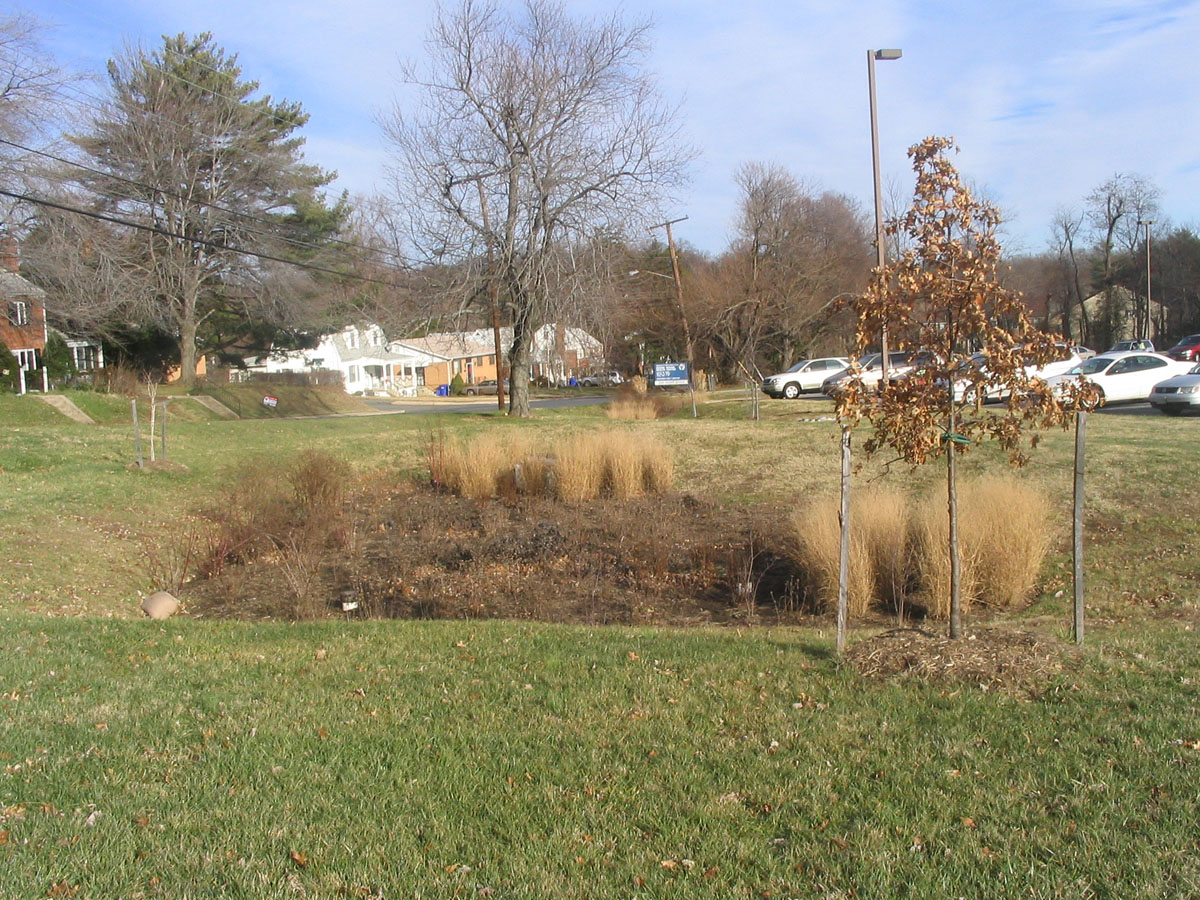
Une cellule de biorétention, aussi appelée jardin de pluie ou bassin sec, aux États-Unis. Elle est conçue pour traiter les eaux pluviales et de ruissellement, probablement polluées, du stationnement à proximité.

La biorétention est le processus par lequel des contaminants et des sédiments sont retirés des eaux de ruissellement sous l'action combinés de végétaux et de micro-organisme présents dans le sol. L'objectif principal d'une aire de biorétention est d'atténuer ou de retarder les pointes de ruissellement aux ouvrages de gestion des eaux pluviales situés en aval ainsi que de retenir certains polluants sur le site.

## Construction et fonctionnement d'un bassin de biorétention

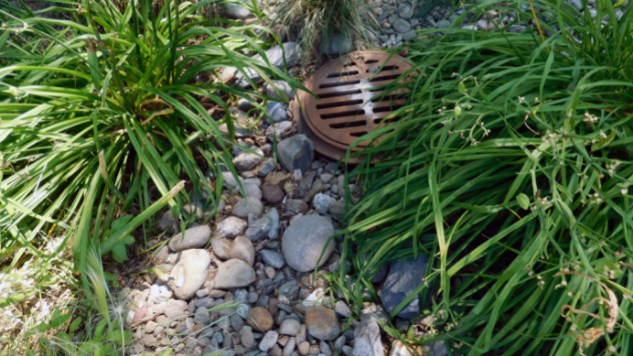
Les bassins de biorétention peuvent être munis d'un système de trop-plein pour empêcher les débordements.

Les biorétentions, contrairement aux tranchées d'infiltration et aux noues végétalisées, n'ont pas la fonction de transporter les eaux de ruissellement vers un exutoire conséquemment elles ont des pentes inférieurs à 2 %. Dans certains cas elles peuvent être munies d'un trop-plein connecté aux égouts pluviaux.
Les eaux pluviales qui tombent sur un espace minéralisé sont d'abord dirigées vers l'aire de biorétention. Typiquement, elle est conçue d'un lit de sable, d'une couche de média filtrant et de plantes qui résistent bien à l'immersion et qui sont réputées pour la fixation des contaminants.
Divers amendements de sol peuvent être utilisés comme médias filtrants tels que des biosolides d'usines de traitement des eaux usées, des tapis de coco, du biochar, etc,. Ces matériaux auraient des performances améliorées en termes d'élimination des polluants,.
Le lit de sable ralentit la vitesse de l'écoulement, le répartit uniformément sur la longueur de la zone de rétention, qui se compose d'une couche de matière organique et/ou d'une plante couvre-sol et d'une couche de sol de plantation. Le couvre-sol et les autres végétaux réduisent le potentiel d'érosion de façon légèrement plus efficacement que le paillis.
L'aération et le drainage du sol de plantation sont assurés par un lit de sable profond. L'aire de rétention offre un lieu de stockage temporaire pour le ruissellement avant son évaporation, son infiltration ou son évapotranspiration. Certaines particules non filtrées par la bande filtrante engazonnée ou le lit de sable se déposent dans l'aire de rétention.
L'eau stockée dans l'aire de biorétention s'exfiltre sur une période de plusieurs jours dans les sols sous-jacents et recharge la nappe phréatique locale.

## Emplacement d'un bassin de biorétention
L'emplacement de la zone de biorétention est déterminé après avoir pris en compte les contraintes du site telles que l'emplacement des services publics, les sols sous-jacents, la végétation existante et le drainage. Les sites avec des sols limoneux sont particulièrement appropriés pour la biorétention parce que le sol excavé peut être remblayé et utilisé comme sol de plantation, éliminant ainsi le coût d'importation du sol de plantation.
Une strate de sol environnante instable ou des sols avec une teneur en argile supérieure à 25 % ou une nappe phréatique trop haute peuvent empêcher l'utilisation de la biorétention, comme le ferait un site avec des pentes supérieures à 20 % ou un site avec des arbres matures qui devraient être enlevés pour la construction de cette meilleure pratique de gestion.

## Filtration des contaminants
Chacun des composants de la zone de biorétention est conçu pour remplir une fonction spécifique. Une bande tampon gazonnée réduit la vitesse du ruissellement entrant et retire les particules grossières du ruissellement. Le lit de sable réduit également la vitesse de l'écoulement. Il filtre les particules et répartit le flux sur toute la longueur de la zone de biorétention.
L'argile du sol de plantation fournit des sites d'adsorption pour les hydrocarbures, les métaux lourds, les nutriments et autres polluants. Le stockage des eaux pluviales est également assuré par les vides dans le sol de plantation. L'eau et les nutriments stockés dans le sol peuvent être absorbés par les plantes.
La couche de matière organique ou de paillis, en plus de filtrer les polluants, fournit un environnement propice à la croissance des micro-organismes qui dégradent les contaminants organiques et ceux à base pétrole. Cette couche agit de la même manière que la litière de feuilles dans une forêt et empêche l'érosion et l'assèchement des sols sous-jacents.

## Traitement des métaux lourds
Des traces de métaux lourds comme le zinc, le plomb et le cuivre se retrouvent dans les eaux de ruissellement des surfaces minéralisées (la chaussée, les trottoirs, les stationnements et les toitures de bâtiments). En effet, les formes dissoutes de métaux lourds peuvent se lier aux sédiments sur la chaussée être transportés par le ruissellement vers le système de biorétention.
Les systèmes de traitement tels que les jardins de pluie, les noues végétalisées et les tranchées filtrantes utilisent une couche de biorétention pour éliminer les métaux lourds des eaux de ruissellement. Les métaux lourds peuvent s'adsorber aux particules de sol dans le milieu de biorétention lorsque le ruissellement s'infiltre.
Bien qu'il s'agisse d'un grand avantage pour l'amélioration de la qualité de l'eau, les systèmes de biorétention ont une capacité limitée d'élimination des métaux lourds. Cela contrôlera en fin de compte la durée de vie utile des systèmes de biorétention, en particulier dans les zones à fortes charges de métaux lourds,.
L'enlèvement et le remplacement de la couche de biorétention devrait permettre de restaurer le pourvoir filtrant de l'aire de biorétention de limiter la contamination de la nappe phréatique et de prolonger la durée de vie du système de traitement.